# Lonchophylla chocoana
Lonchophylla chocoana és una espècie de ratpenat de la família dels fil·lostòmids. Viu a Colòmbia i l'Equador.

## Descripció

### Dimensions
És un ratpenat de petites dimensions, amb la llargada del cap i del cos entre 70 i 74 mm, els avantbraços d'entre 44 i 48 mm, la llargada de la cua entre 7 i 10,5 mm, la llargada del peu entre 10 i 15 mm, la llargada de les orelles entre 14 i 17 mm i un pes de fins a 23 g.

### Aspecte
El pelatge és lleugerament llarg i tou. Les parts dorsals varien del taronja al marró, amb la base dels pèls blanc crema, mentre que les parts ventrals són marrons. El musell és llarg, amb el llavi inferior travessat per un profund solc longitudinal envoltat per dos coixinets carnosos que s'estén molt més enllà del superior. La fulla nasal és lanceolada, ben desenvolupada i amb la porció anterior soldada al llavi superior. Les orelles són curtes i triangulars, amb l'extremitat arrodonida i ben separades entre si. Les ales són acoblades posteriorment, sobre els turmells. La cua és curta i sobresurt amb l'extremitat de la superfície dorsal de l'uropatagi. El calcani és més curt que el peu.

## Biologia

### Alimentació
Es nodreix de nèctar, pol·len i alguns insectes.

## Distribució i hàbitat
Aquesta espècie és difosa a la Colòmbia sud-occidental i a l'Equador nord-occidental.
Viu a les selves pluvials tropicals primàries i secundàries.

## Estat de conservació
La Llista Vermella de la UICN, tenint en compte que es tracta d'una espècie descoberta recentment i encara hi ha poca informació sobre la seva distribució, l'estat de la població, les amenaces i els requisits ecològics, classifica L. chocoana com a espècie amb dades insuficients (DD).